# Emanuele d'Astorga
Emanuele Gioacchino Cesare Rincón (Barón d'Astorga), más conocido como Emanuele d'Astorga (Augusta, Sicilia, 20 de marzo de 1680 - Madrid, 1757) fue un compositor y escritor italiano.

## Biografía
Nació el 20 de marzo de 1680 en Augusta, Sicilia. Ningún relato auténtico de la vida de Astorga puede construirse con éxito a partir de la evidencia oscura y confusa que se ha transmitido hasta ahora, aunque los historiadores no han dejado de permitirse muchas conjeturas agradables. Según Volkmann, su padre, un barón de Sicilia, participó activamente en el intento de deshacerse del yugo español, pero fue traicionado por sus propios soldados y ejecutado públicamente. Su esposa e hijo se vieron obligados a ser testigos de su destino y, fue tal el efecto sobre ellos que, su madre murió en el acto y Emanuele cayó en un estado de lúgubre abatimiento que amenazaba con privarlo de la razón. Por la bondad de la princesa de Ursini, el infortunado joven fue internado en un convento de Astorga, en León, donde completó una educación musical que se dice que se inició en Palermo con Francesco Scarlatti. Aquí recuperó la salud y sus admirables dotes musicales se cultivaron con los mejores maestros. En los detalles de este relato no se puede confiar con seguridad ni hay ninguna certeza de que en 1703 entrara al servicio del duque de Parma.
Igualmente poco confiable es la historia de que el duque, sospechando un vínculo entre su sobrina Isabel de Farnesio y Astorga, despidiera al músico. Los hechos establecidos sobre Astorga son, en efecto, bastante escasos. Son: que la ópera Dafne fue escrita y dirigida por el compositor en Barcelona en 1709; que visitó Londres, donde escribió su Stabat Mater, posiblemente para la sociedad de "Antient Musick" y que se realizó en Oxford en 1713; que en 1712 estaba en Viena. Hacia 1723 se encontraba en Lisboa, donde en 1726 publicó Cantate da camera, su única obra publicada, [cita requerida] y que se retiró en fecha incierta a Bohemia. Según la Encyclopædia Britannica undécima edición, murió el 21 de agosto de 1736, en un castillo que le había sido cedido en los dominios del príncipe Lobkowicz, en Roudnice. Sin embargo, según un manuscrito de la colección Santini en Münster, murió en 1757 en Madrid.
Astorga merece un recuerdo por su Stabat Mater digno y conmovedor, y por sus numerosas cantatas de cámara para una o dos voces. Probablemente fue el último compositor en continuar con las tradiciones de esta forma de música de cámara perfeccionada por Alessandro Scarlatti. 